# Sue Hodge
Sue Hodge (Orsett, Essex, 4 juni 1957) is een Engelse actrice. Ze is vooral bekend geworden met haar vertolking van Mimi Labonq in de comedy-serie 'Allo 'Allo!
In 2003 trouwde ze met Keith 'Paddington' Richards.
De 1,45 meter lange actrice toerde, vergezeld door haar man, in 2004 met verschillende shows door het Verenigd Koninkrijk.